# Нети Стивенс
Нети Марија Стивенс (енгл. Nettie Maria Stevens; Кавендиш, 7. јул 1861 — 4. мај 1912) била је америчка научница из области генетике. Године 1906. је утврдила да мужјаци тврдокрилаца производе две врсте сперме (сперматозоида), једну са великим хромозомом и једну са малим хромозомом. Када сперма (сперматозоид) са великим хромозомом оплоди јаја добија се потомство женског пола, а ако сперма (сперматозоид) са малим хромозомом оплоди јаја добија се потомство мушког пола. Овај феномен је примећен и код других животиња, укључујући и човека, и постао је познат као XY-систем за детерминацију пола.

## Младост
Нети Марија Стивенс је рођена 7. јула 1861, у Кавендишу, Вермонт, као дете Јулије (рођена Адамс) и Јефрема Стивенса. Након смрти мајке, отац се оженио по други пут и породица се преселила у Вестфорд, Масачусетс. Дипломирала је на Вестфорд Академији (средња школа) 1880. године.
Стивенс је предавала у средњој школи, а била је и библиотекар. Њене наставне активности укључивале су курсеве физиологије и зоологије, као и математике, латинског и енглеског језика. Њен интерес за зоологију је можда настао под утицајем курса за обуку наставника који је похађала на острву Мартас Винјард током 1890-их година.

## Образовање
После обуке у трајању од три семестра, она је наставила своје школовање у Вестфилд Редовној Школи (сада Вестфилд Државни Универзитет) где је завршила четворогодишњи курс за само две године и дипломирала са најбољим просеком оцена у својој класи.
Након тога студирала је на Универзитету Станфорд, где је 1899. године завршила основне студије, а мастер диплому стекла 1900. године. Она је такође завршила и годину дана дипломског рада у области физиологије под вођством професора Јенкинса, као и из области хистологије и цитологије под вођством професора Мекфарланда. Стивенс је наставила своје студије у области цитологије на Брин Мор Колеџу, где је завршила докторат и била под утицајем рада претходног руководиоца катедре за биологију Едмунда Бичер Вилсона и његовог наследника Томаса Моргана.
Након доктората, Стивенс је добила позицију асистента-стажисте на Карнеги Институту у Вашингтону. Стивенс је 1905. године освојила награду за најбољи научни рад који је написан од стране жене. Други рад под називом „Истраживање сперматогенезе” нагласио је њен улазак у област истраживања детерминације пола и хромозомског наслеђивања. На Брин Маур Колеџу Стивенс се посветила темама као што су регенерација код примитивних вишећелијских организама, структура једноћелијских организама, развој сперме и јаја, деоба ћелија код морских јежева и црва.

## Каријера
Стивенс је била једна од првих америчких жена којој је признат допринос у области науке. Она није почела са својим истраживањима све до својих тридесетих година и добијеног доктората (1903. године). Њено истраживање је завршено на Брин Маур Колеџу. Њена највиша позиција је била позиција сарадника у експерименталној морфологији (1905—1912). Она је успешно проширила области попут генетике, цитологије и ембриологије.
Нети је имала научно-истраживачку каријеру у водећим морским станицама и лабораторијама. Њен учинак се огледа у 38 публикација, а неке од њих доприносе идеји о хромозомском наслеђивању. Стивенс је пружила важне информације за Менделове и хромозомске теорије наслеђивања.
Пре него што је могла да постане професор, умрла је од рака дојке 4. маја 1912. у болници Џонс Хопкинс.
Посматрајући хромозоме инсеката, утврдила је да се код неких врста хромозоми разликују међу половима. Ово откриће је омогућило да се први пут разлике у хромозомима могу повезати са разликама у фичиким атрибутима (тј. да ли је јединка мушког или женског пола). Овај рад је завршен 1905. године. У експериментима је коришћен велики број инсеката. Она је идентификовала Y-хромозом код мрачњака — Tenebrio (ред тврдокрилци). Она је дошла до закључка да је хромозомска основа детерминације пола зависна од присуства или одсуства Y-хромозома. Проучавајући ткива јаја и процесе оплодње, Стивенс је предложила идеју да хромозоми увек постоје у паровима и да је Y-хромозом пар X-хромозома, што је откривено 1890. године од стране Хермана Хенкинга. Схватила је да је претходна идеја о томе да X-хромозом детерминише пол погрешна и да одређивање пола зависи од присуства или одсуства  Y-хромозома. Стивенс је хромозом назвала "Y" само да би пратила Хенкингов "X" по афлабетном реду. 

## Смрт
У својој педесетој години, након само 9 година од доктората, Нети Стивенс је умрла од рака дојке 4. маја 1912. године у Балтимору, Мериленд. Њена каријера је била кратка, али током ње је објавила око 40 радова. Нети Марија Стивенс је сахрањена у граду Вестфорд, Масачусетс.